# المطاحن (ذمار)
المطاحن هي إحدى قرى الجمهورية اليمنية. تتبع جغرافيا لمحافظة ذمار وإداريًا لمديرية عنس. يبلغ تعداد سكانها 1595 نسمة حسب الإحصاء الذي أجري عام 2004.